# Mogens Fog
 (décembre 2015).
Si vous disposez d'ouvrages ou d'articles de référence ou si vous connaissez des sites web de qualité traitant du thème abordé ici, merci de compléter l'article en donnant les références utiles à sa vérifiabilité et en les liant à la section « Notes et références ».
Mogens Fog, né le 9 juin 1904 à Frederiksberg (Danemark) et mort le 16 juillet 1990, est un physicien politicien, résistant et homme politique danois.

## Biographie
Il devient physicien et membre du Parti communiste danois. 
Durant la Seconde Guerre mondiale, il joue un rôle important dans la résistance danoise et créé le journal Frit Danmark. Il est arrêté en octobre 1944 par la Gestapo. Il s'échappe en mars 1945.
Entre mai et novembre 1945, il est ministre des Affaires spéciales dans le gouvernement d'union nationale mené par Vilhelm Buhl.
En 1958, il fonde le Parti populaire socialiste danois avec Aksel Larsen. De 1966 à 1972, il est le recteur de l'université de Copenhague. 